# المرأة في اليمن

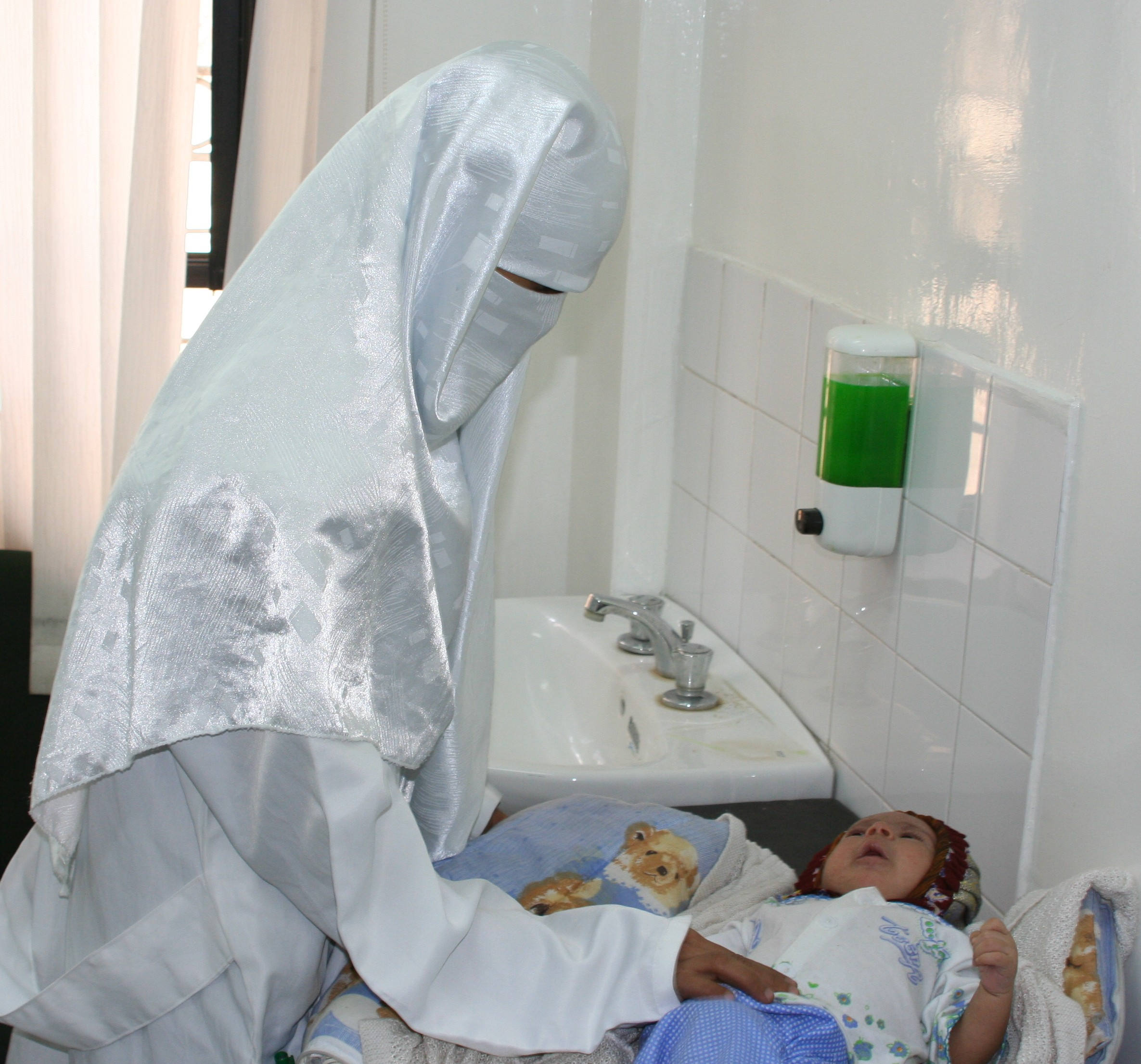
طبيبة يمنية تفحص رضيع

وُضعت المرأة في اليمن تاريخياً في وضع غير مؤاتٍ بسبب جنسهن ووجودهن في مجتمع أبوي للغاية. على الرغم من أن الحكومة اليمنية بذلت جهودًا من شأنها تحسين حقوق المرأة في اليمن (بما في ذلك تشكيل استراتيجية تنمية المرأة واستراتيجية تنمية صحة المرأة)، العديد من الأعراف الثقافية والدينية إلى جانب ضعف إنفاذ هذا التشريع من الحكومة اليمنية منعت المرأة اليمنية من التمتع بحقوق متساوية مع الرجل.

لم تتمتع المرأة اليمنية بالعديد من الحقوق الاقتصادية أو الاجتماعية أو الثقافية حتى عام 2017. في حين أن المرأة اليمنية حصلت على حق الاقتراع في عام 1967 وامتدت الحماية الدستورية والقانونية للمرأة خلال السنوات الأولى من الوحدة اليمنية بين 1990-1994، إلا أنها استمرت في النضال للحصول على حقوقها السياسية والمدنية الكاملة. يظهر التاريخ أن المرأة لعبت أدوارًا رئيسية في المجتمع اليمني فبعض النساء في اليمن قبل الإسلام وأوائل اليمن الإسلامي كان لهن مكانة مميزة في المجتمع، كملكة سبأ على سبيل المثال، بالإضافة إلى الملكة أروى التي اهتمت بالبنية التحتية وصنعت تحولاً تأريخياً مزدهراً في حكمها. ومع ذلك فإن نساء اليمن المعاصرات يخضعن لمجتمع يعكس إلى حد كبير التقاليد الزراعية والقبلية والأبوية. أدى هذا إلى جانب الأمية والقضايا الاقتصادية إلى حرمان المرأة باستمرار من حقوقها كمواطنة يمنية.

## الوصول إلى العدالة
تنص المادة 40 و41 من الدستور اليمني للعام 1990 لتوحيد اليمن على أن جميع المواطنين سواسية أمام القانون وعلى أن «لكل مواطن الحق في المشاركة في الحياة السياسية والاقتصادية والاجتماعية والثقافية» ولكن التمييز بين الجنسين هو السائد في اليمن.
بالإضافة أن المادة 31 للدستور تنص على أن «النساء شقائق الرجال... لديهم الحقوق والواجبات المكفولة وتعيينها من قبل التشريعات وينص عليه القانون» قد ألغيت هذه المادة. ويرجع ذلك إلى فهم محدود للشريعة الإسلامية، الذي يقيد حقوق المرأة. اليوم، يعتقد الكثير من النساء الناشطة اليمنيات أن الشريعة الإسلامية يمكن أن تفسر الكثير لإشراك المرأة في الحياة الاجتماعية والسياسية والاقتصادية والثقافية.
والعديد من السياسات التمييزية تقييد الحقوق المرأة في العائلة، وفقا لقانون الجنسية لسنة 1990، المرأة اليمنية يمكن نقل جنسيتهن إلى أطفالهن بعد ان صوت مجلس النواب اليمني على القرار بمنح المرأة اليمنية الجنسية للأطفال في عام 2009، وفي هذه الحالة يمكن للأطفال الحصول على الجنسية عندما يبلغون 19سنة، والأطفال اليمنيين من أب أجنبي كذلك، يعتبر ضمان للمواطنة اليمنية. وعلاوة على ذلك، وثيقة الطلاق للمرأة ليست مساوية للرجال، فالرجال الحق في تطليق زوجاتهم في أي وقت دون مبرر، اما المرأة يجب أن ترفع قضية خلع من أجل إبطال الزواج في المحكمة، وتعتبر المرأة نصف الرجل، إذا طلب منها ان تكون شاهدة على حدث ما، وهذا هو ما يتطلب الأمر «شهادة امرأتين» يساوي «شهادة رجل واحد». وبالإضافة إلى ذلك، يحظر على النساء الإدلاء بالشهادة في حالات الزنا والقذف والسرقة أو اللواط بموجب المادة 45 (21) لسنة 1992 من قانون الإثبات.

## الحقوق الاقتصادية
المرأة لها حقوق قانونية لاستخدام الممتلكات، والعديد من النساء في اليمن تعطي إدارة حقوقها لأفراد الذكور في الاسرة لأنهم يجهلون معرفة حقوقهم، وقد يعزي ذلك إلى «انتشار الأمية، والتربية الابوية، وجهل المرأة بحقوقها الاقتصادية». في عام 2003م تشير التقديرات إلى أن 30% من الإناث قادرات على القراءة والكتابة فقط، كما اشارت Elhum Haghight-Sordellini، بينما نمو الاقتصاد «يمكن ان يخلق حاجة قوية لإدماج المرأة اليمنية في القوى العاملة»، ولكن «الانعدام الاقتصادي والاعتماد على الدول الأكثر تقدماً» في اليمن وعدم الاستقرار العام «يمكن ان يحدث تغيير مجتمعي»، وتصنع القضايا الاقتصادية في اليمن مثل «نمو البطالة مع تزايد عدد السكان»، فيعيش 41.8٪ من سكان اليمن تحت خط الفقر والكثير منهم نساء، ويمكن ان يعزي هذا إلى فجوة كبيرة في التعليم بين الجنسين، وكذلك التمييز السائد والغير القانوني في القوى العاملة ضد المرأة، حيث ذكرت مؤسسة فريدوم هاوس أنه تم تسجيل 73% من الأولاد في المدارس الابتدائية في المناطق الريفية، 30% من الفتيات فقط، على الرغم من أن قانون العمل 1995م يحظر التمييز الجنسي في أماكن العمل، ولكن لا يتم تنفيذه في الممارسة العملية، والتالي يشكل فرص اقل للكثير من النساء.

## الحقوق السياسية
والمرأة ممثلة تمثيلا ناقصا بشكل صارخ في السياسة اليمنية. هذا وقد ومع ذلك، لا يمنع المرأة من محاولة لإسماع أصواتهم من خلال الاضرابات والاحتجاجات السلمية. ومع ذلك، في حين أن حرية التعبير هي حق منح اليمنيين بموجب المادة 42 من الدستور، من أجل الامتثال أيضا مع المادة 103 من قانون الصحافة والمطبوعات، والرقابة على نطاق واسع حيث أن المادة «الخارجين عن القانون انتقادات الشخصي المباشر لرئيس الدولة ونشر مواد قد تؤدي إلى الفتنة بين الشعب اليمني» مثل هذه المادة تجعل من الصعب على أي تقدم لبذل نحو التنمية والمساواة داخل المجتمع اليمني. المرأة اليمنية لا يشارك في الانتخابات البرلمانية كناخبة وكذلك candidates.however 1993-2003 انخفض عدد النساء في البرلمان من 11 إلى 1.As فقط من هذا القبيل، المرأة كان لها القليل من القدرة على التأثير على عملية صنع السياسة.

## الحقوق الاقتصادية والاجتماعية والثقافية
الصحة والحقوق الإنجابية هي القضايا الرئيسية بالنسبة للمرأة اليمنية. يحمي أي تشريع حريتها في اتخاذ القرارات الخاصة بهم فيما يتعلق بهذه القضايا، وبالتالي يتم التحكم المرأة من خلال أسرهم، أو إذا تزوج، بحكم husbands.Further اليمن هو بلد لا يزال فيه تشويه الأعضاء التناسلية للإناث قضية، حتى بعد حظرها من قبل وزارة الصحة العامة. وبالإضافة إلى ذلك، يضطر العديد من النساء إلى الزواج في سن مبكرة، أصبح ممكنا بفضل سياسات الدولة، والتي تعطي الأسرة السيطرة على ما إذا كان أو لم يكن فتاة تتزوج ومتى. الممارسة الشائعة المتمثلة في إجبار الفتيات على الزواج، وقد أدانت منظمة غير حكومية باسم «اغتصاب الأطفال التغاضي عنها تحت ستار الزواج». اليمن لديها ثقافة القبلية، والزواج من الفتيات الصغيرات هو شائع. وتزوج معظم الفتيات اليمنيات قبل أن تصل إلى سن البلوغ. وقد عارض مقترح قانون يحدد الحد الأدنى لسن الزواج من 17 للنساء من قبل اليمنيين المحافظ، بمن فيهم النساء

## جائزة نوبل
ناشطة في مجال حقوق المرأة اليمنية توكل كرمان، مؤسسة ورئيسة منظمة صحفيات بلا قيود (WJEC)، كان واحدا من ثلاثة المستفيدين من عام 2011 على جائزة نوبل للسلام. كما يشير مادة واحدة قناة الجزيرة من والجوائز بمثابة «وسام لكامل الربيع العربي»، فضلا عن الاعتراف ب «نساء السلطة في قدوم الربيع العربي». وقالت لجنة نوبل التي منحت كرمان على وجه التحديد الجائزة بسبب لها «النضال غير العنيف من أجل سلامة المرأة». («الملف: توكل كرمان» الجزيرة) منذ عام 2007، نظمت كرمان وقاد المظاهرات والاعتصامات في مناسبات عديدة مع العديد من النساء اليمنيات عازمة على كسب المزيد من المساواة.